# Isanga (Mbeya)
Isanga ist ein Verwaltungsbezirk (Ward) des Distrikts Mbeya (CC) in der tansanischen Region Mbeya.

## Geografie
Isanga ist ein kleiner Stadtbezirk im nördlichen Zentrum der Regionshauptstadt Mbeya. Die Grenze im Nordwesten und im Südwesten bilden zwei Quellflüsse des Songwe. Die Fläche des Stadtteils beträgt 1,1 Quadratkilometer und bei der Volkszählung 2022 lebten hier 11.332 Menschen in 3422 Haushalten.

## Gliederung
Der Bezirk besteht aus sieben Stadtteilen (Mtaa):
- Isanga Kati
- Ilolo
- Wigamba
- Mkuju
- Igoma Ilolo A
- Igoma Ilolo B
- Mmita

## Wirtschaft und Infrastruktur
- Bildung: Die Wigamba Secondary School und die Sinde Secondary School sind staatliche Tagesschulen, die Jugendliche bis zur 4. Stufe ausbilden.[6][7]

## Sonstiges
Die Evangelisch-Lutherische Zachäusgemeinde Gröbenzell unterhält eine Partnerschaft mit der Kirche in Isanga.